# Aquae Bilbilitanorum
Aquae Bilbilitanorum, que literalmente significa agua de los bilbilitanos, fue un asentamiento de la península ibérica dentro de la provincia Tarraconense. En el siglo III aparece relacionado como mansio en el Itinerario Antonino A-24 y en el Itinerario Antonino A-25
encabezado con el título de Alio itinere ab Emerita Cesaragustam 369, que significa Otro camino de Mérida a Zaragoza, 369 millas, entre las plazas de Arcobriga y Bilbilis. Corresponde a la actual Alhama de Aragón. 
Parece más que probable que las aguas termales fueran ya conocidas en época romana.
El topónimo romano del lugar, Aquae Bilbilitanorum —citado en el Itinerario de Antonino y en documentos imperiales—, así lo sugiere.
De hecho, Cea Bermúdez afirmó haber visto restos de ellas en el siglo XIX.
De acuerdo al poeta bilbilitano Marcial, probablemente el nombre prerromano de la localidad era Congedus. 
El origen del nombre romano Bilbilitanorum se debe a los apellidos de sus nobles fundadores y patricios procedentes de Italia, sus nombres eran Nemestrino y Cornelio Bilibio. En latín; Nemestrino y Cornelius Bilabium Publium Filius. La familia italiana Bilibio también fue responsable de la colonización de Bilbilis y Bilibio, de ahí los nombres de las localidades. La familia fue fundamental para el avance de la colonización romana en la península ibérica. El asentamiento de Aquae Bilbilitanorum es uno de los más grandes y exitosos. Se sabe que antes de la colonización romana, el asentamiento administrado por la familia italiana Bilibio estaba habitado por varios pueblos prerromanos, como los arevacos, pelendones, berones, belos, titos, lobetanos, lusones y vascos. 